# Shirakawa (Kamo)
Shirakawa (jap. 白川町 Shirakawa-chō) – miasto w Japonii, na wyspie Honsiu, w prefekturze Gifu. Według danych na rok 2020 miejscowość zamieszkiwało 7 412 mieszkańców , a gęstość zaludnienia wyniosła 31,2 os./km².